# Quebecer Französisch
Als Quebecer Französisch (französisch français québécois) bezeichnet man den Regiolekt des Französischen, der in Québec, Ontario und den westlichen Provinzen Kanadas gesprochen wird. Die traditionelle Bezeichnung Frankokanadisch (kanadisches Französisch; französisch le canadien, le canayen) wird heute immer mehr durch die Bezeichnung Quebecer Französisch ersetzt, die allerdings unterschlägt, dass diese Variante des Französischen auch westlich der Provinz Québec gesprochen wird (siehe Frankophone Kanadier, Französisch in Kanada).
Klar vom kanadischen bzw. Quebecer Französisch abgrenzen kann man das akadische Französisch, das in den Seeprovinzen New Brunswick, Nova Scotia, Prince Edward Island und in einem kleinen Teil der zu Québec gehörenden Gaspésie gesprochen wird, sowie das neufundländische Französisch, das an der Westküste (Port-au-Port-Halbinsel) Neufundlands gesprochen wird.
Aufgrund der räumlichen Isolierung vom Rest der Frankophonie weist das kanadische bzw. Quebecer Französisch wie die anderen Varianten des Französischen in Nordamerika (siehe Französisch in den USA, Haitianisch-Kreolisch) deutliche Unterschiede im Vergleich zum Französischen in Europa auf. Diese Unterschiede sind in der Umgangssprache besonders ausgeprägt. Bei formalen Anlässen nähern sich viele Sprecher dem français de Radio-Canada (dem Französisch des Kanadischen Rundfunks) an, das nicht so weit vom europäischen Standard entfernt ist.

## Geschichte
Das Französische wurde im Laufe des 17. Jahrhunderts zur Amtssprache in der französischen Kolonie Neufrankreich. Die meisten französischen Kolonisten, die sich im 17. Jahrhundert im Sankt-Lorenz-Strom-Tal niederließen, kamen aus der Île-de-France sowie aus Provinzen im Westen und Nordwesten Frankreichs: der Normandie, dem Poitou, der Guyenne, der Bretagne, Saintonge und Aunis. Mit Ausnahme der Siedler aus der Île-de-France sprachen sie kein Standardfranzösisch, sondern ihre lokalen Patois. Die Gemeinsprache der Siedler war jedoch die Pariser Koine, was sich mit der Ankunft der Filles du roy noch verstärkte, sodass ihre Muttersprachen nur geringe Spuren im kanadischen Französisch hinterlassen haben.
Spätestens mit der Abtretung Neufrankreichs an die Briten 1763 löste sich das kanadische bzw. Quebecer Französisch von der Entwicklung des Französischen in Europa: Es bewahrte auf der einen Seite viele Elemente eines älteren Sprachstandes, auf der anderen Seite nahm es auch viele neue Einflüsse aus seiner nordamerikanischen Umgebung auf. Prägend waren hierbei die unmittelbare Nachbarschaft zum Englischen und zu verschiedenen indigenen amerikanischen Sprachen sowie der Zustrom nicht-frankophoner Einwanderer nach Kanada.

## Lexik
Das kanadische bzw. Quebecer Französisch hat eine Reihe von Archaismen bewahrt, die heute in Frankreich veraltet sind:
- frz. casserole ‚Topf, Kasserolle‘ : qc./can. chaudron (Standardfranzösisch ‚Kochkessel‘)
- frz. très froid : qc./can. frette ‚bitterkalt‘
- frz. pull ‚Pulli‘ : qc./can. chandail
- frz. pomme de terre ‚Kartoffel‘ : qc./can. patate

Viele Wörter wurden aus dem Englischen entlehnt oder analog zum Englischen gebildet (es ist Ziel der Sprachpolitik, dies zurückzudrängen):
- frz. annuler ‚absagen, auflösen‘ | eng. cancel | qc./can. canceller
- frz. dentifrice ‚Zahnpasta‘ | eng. toothpaste | qc./can. pâte à dents (Lehnübersetzung)
- frz. fève ‚Saubohne‘, haricot ‚(grüne) Bohne‘  | eng. bean | qc./can. bine ‚Bohne‘
- frz. travail ‚Arbeit‘, boulot ‚Arbeit, Job‘ | eng. job | qc./can. job, djobe
- frz. ventilateur ‚Ventilator‘ | eng. fan | qc./can. fanne
- frz. voiture ‚Auto‘ | eng. car | qc./can. char

Auch aus anderen Sprachen wurden Wörter übernommen:
- aus dem Baskischen oreinak ‚Hirsche, Geweihträger‘ kommt orignal ‚Elch‘ (dagegen Standardfranzösisch élan)
- aus dem Algonquin caribou ‚Rentier‘ (dagegen Standardfranzösisch renne)

Französische Wörter wurden für das Leben in Kanada neu geschaffen (Neologismen), manche davon mit dem Ziel, Anglizismen zu vermeiden:
- ein dépanneur ist ein Nachbarschaftsladen, in dem man außerhalb der Öffnungszeiten einkaufen kann
- magasinage ‚Einkaufen, Shopping‘ ist ein Lehnübersetzung von englisch shopping, während Standardfranzösisch mehrere Wörter kennt, z. B. courses ‚Einkaufen von Lebensmittel‘, emplettes ‚persönliche Einkäufe‘ usw.
- poudrerie bezeichnet einen Sturm, bei dem der Wind den bereits liegenden Schnee aufwirft
- tuque ist eine große Wollmütze, die die Ohren bedeckt (in Erweiterung auch jede andere Mütze)

Anglizismen im Französisch Frankreichs wurden „französiert“:
- frz. vol charter ‚Charterflug‘ : qc./can. vol nolisé
- frz. week-end ‚Wochenende‘ : qc./can. fin de semaine
- frz. ferry ‚Fähre‘ : qc./can. traversier

## Satzbau
In der Umgangssprache gibt es die Fragepartikel -tu, die in direkten Fragesätzen verwendet wird. Eine ähnliche Fragepartikel findet sich auch heute noch in einigen nordfranzösischen patois, wo sie ursprünglich als -ti auftritt, da sie aus der Inversionsfrage (Jean, est-il là? – „Ist Johann da?“) hervorgegangen ist.
- C'est-tu loin, ça ? – „Ist es weit?“
- Ta mère est-tu là ? – „Ist deine Mutter da?“ (mit Schwund von „sein“)
- J'ai-tu l'air fatigué ? – „Sehe ich müde aus?“
- Y'en a-tu d'autres ? – „Gibt es andere?“
- Ça vous tente-tu vraiment d'y aller ? – „Habt ihr wirklich Lust hinzugehen?“
- M'as-tu aller là ? – „Werde ich da hingehen?“ (Vergleiche haitianisch-kreolisch / esk m a alé la?/)
- Faut-tu être cave pas à peu près ! – „Muss man da nicht wirklich blöd sein?“
- C'est-tu pas possible, ce qui arrive là ! – „Ist, was da vorkommt, möglich?“
- Qu'est-ce que c'est qu'c'est ça ? – „Was ist das?“

In basilektalen Varianten wird das Imperfekt des Verbes être ‚sein‘ analytisch auseinandergelegt, mit agglutinierten Präsensformen.
- (moué) chu tà àprà manjé „ich war am Essen“ (aus j'suis'tais (j'étais) après manger)
- (toué) té tà
- (lui) i(é) tà
- (èl) è tà
- (nouzot) ouen tà (nouzot = nous-autres)
- vouzot tà (vouzot = vous-autres)
- (euzot) son tà/(euzot) i tà  (euzot = eux-autres)

## Weibliche Formen
Das kanadische Französisch hat die weiblichen Formen von Berufsnamen schon länger verwendet oder sie geschaffen, als es keine gab, und zwar schon länger als das europäische Französisch. Die Form professeure („Lehrerin“ oder „Professorin“) ist seit länger verwendet als in Frankreich. Die weiblichen Formen mit -eure, die wie die männlichen Formen ausgesprochen werden, werden häufiger verwendet als die anderen. Zum Beispiel auteure statt autrice („Autorin“).

## Regionale Varianten
Auch innerhalb des kanadischen bzw. Quebecer Französisch gibt es regionale Varianten. Sprecher vom Lac Saint-Jean oder aus der Beauce sind auch für die anderen Sprecher nicht immer leicht zu verstehen.
Markantestes Kennzeichen der Montréaler Variante ist die besonders intensive Diphthongierung langer Vokale. So würde ein Montréaler Sprecher das Wort père „Vater“ [paɛ̯ʁ] aussprechen, während ein Sprecher aus der Stadt Québec [pɛːʁ] sagen würde. Es gibt auch grammatische Unterschiede, z. B. im Genus: „der Bus“ heißt in Montréal und international „le bus“, in Québec umgangssprachlich „la bus“.